# Roseau Dam
Roseau Dam är en dammbyggnad i Saint Lucia. Den ligger i den centrala delen av landet. Roseau Dam ligger 136 meter över havet. Den ligger på ön Saint Lucia.
Terrängen runt Roseau Dam är kuperad. I omgivningarna runt Roseau Dam växer i huvudsak städsegrön lövskog.